# Reformierte Kirche Kyburg

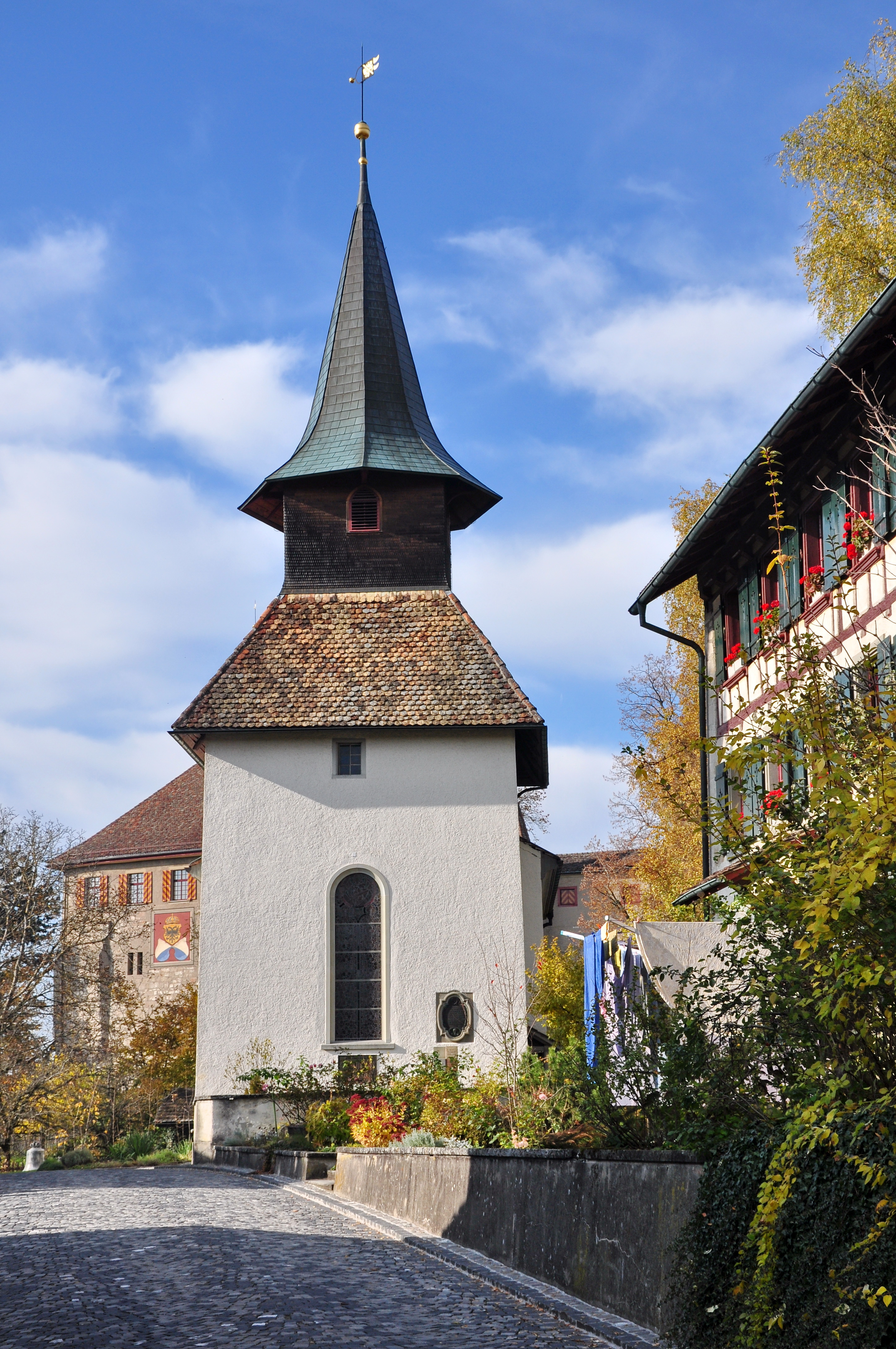
Die Kirche von Südosten

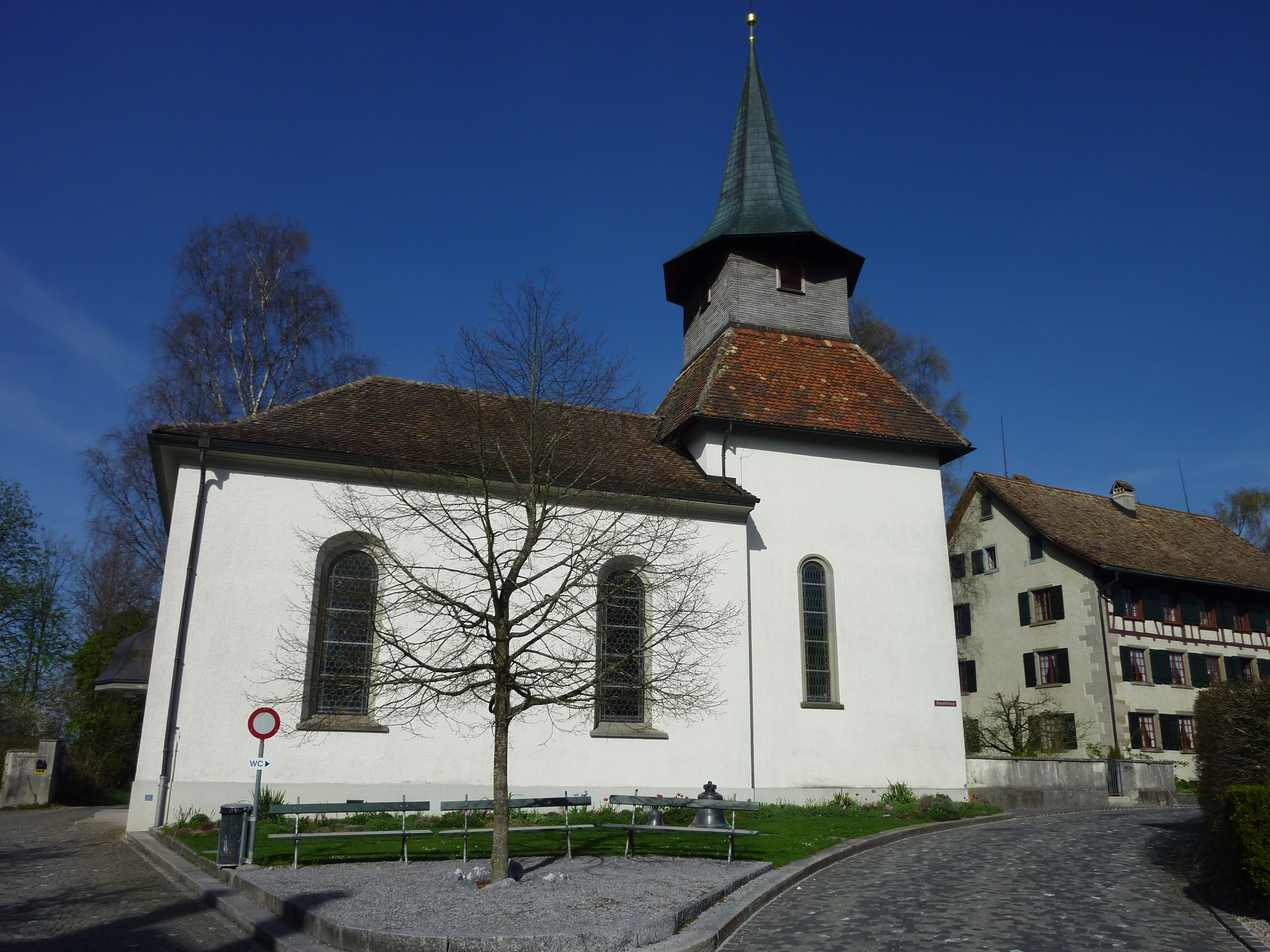
Die Kirche von Südwesten

Die Reformierte Kirche Kyburg ist ein Kirchengebäude im Dorf Kyburg ZH.

## Geschichte
1379 wurde erstmals eine Katharinen-Kapelle erwähnt. Die im Kern mittelalterliche Bausubstanz des Kirchenschiff wurde 1644 mit dem Bau eines neuen Chors und 1797 durch einen neuen Turmhelm ergänzt. Zuletzt wurde die Kirche 1987 renoviert. Im Chor steht seit 1991 eine Orgel von Ferdinand Stemmer. Im Jahr 2024 sind auch bauliche Anstrengungen im Gange, die Kirche einer veränderten Nutzung zuzuführen.

## Beschreibung
Das Gotteshaus ist als einfache Saalkirche mit kleinem rechteckigem Turmchor angelegt. Von aussen dominiert der polygonale Spitzturmhelm das Gebäude. Die Fassaden sind mit Epitaphien und Rundbogenfenstern versehen. Wertvollstes Element der Ausstattung ist der barocke Taufstein, der im Zuge des Umbaus 1644 gefertigt wurde.

## Umgebung
Die Kirche befindet sich unmittelbar neben dem Schloss Kyburg, das mit der romanischen Schlosskapelle das zweite Sakralgebäude des Dorfes aufweist. Das klassizistische Pfarrhaus wurde 1820–1823 errichtet.